# Cryptophagus acuminatus
Cryptophagus acuminatus là một loài bọ cánh cứng trong họ Cryptophagidae. Loài này được Coombs & Woodroffe miêu tả khoa học năm 1955.